# Инаугурация Уильяма Мак-Кинли (1901)
Вторая инаугурация Уильяма Мак-Кинли в качестве Президента США состоялась 4 марта 1901 года. Одновременно к присяге был приведён Теодор Рузвельт как 25-й вице-президент США. Председатель Верховного суда США Мелвилл Фуллер проводил президентскую присягу, а присягу вице-президента принимал временный президент Сената США Уильям Пирс Фрай. 
Это была первая инаугурация, которая состоялась в XX веке. Это была также первая инаугурация, организованная Объединённым комитетом Конгресса США по церемониям инаугурации, а также как Палатой представителей, так и Сенатом.
Данная инаугурация ознаменовала начало второго и последнего срока Уильяма Мак-Кинли; Мак-Кинли был убит через полгода после начала своего второго срока, и Рузвельт стал преемником президента.

## Галерея

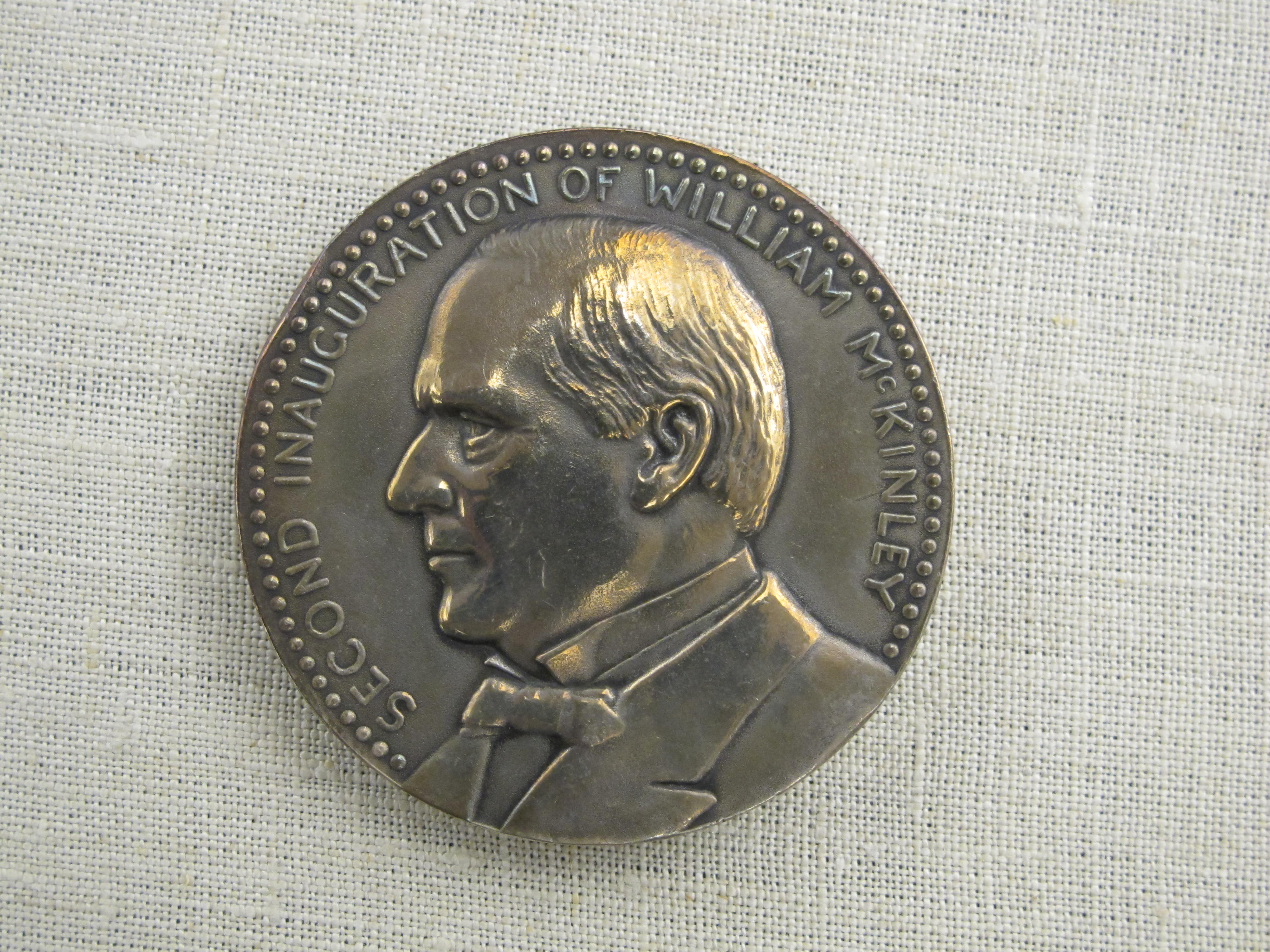
Брознзовая президентская медаль Мак-Кинли
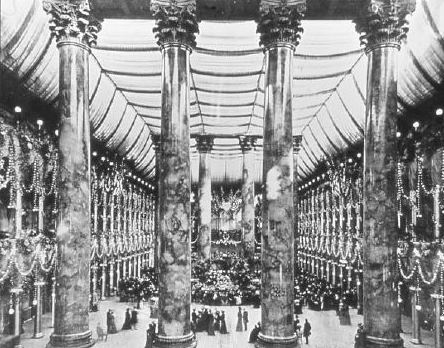
Инаугурационный бал